# Aksa-Moschee (Den Haag)

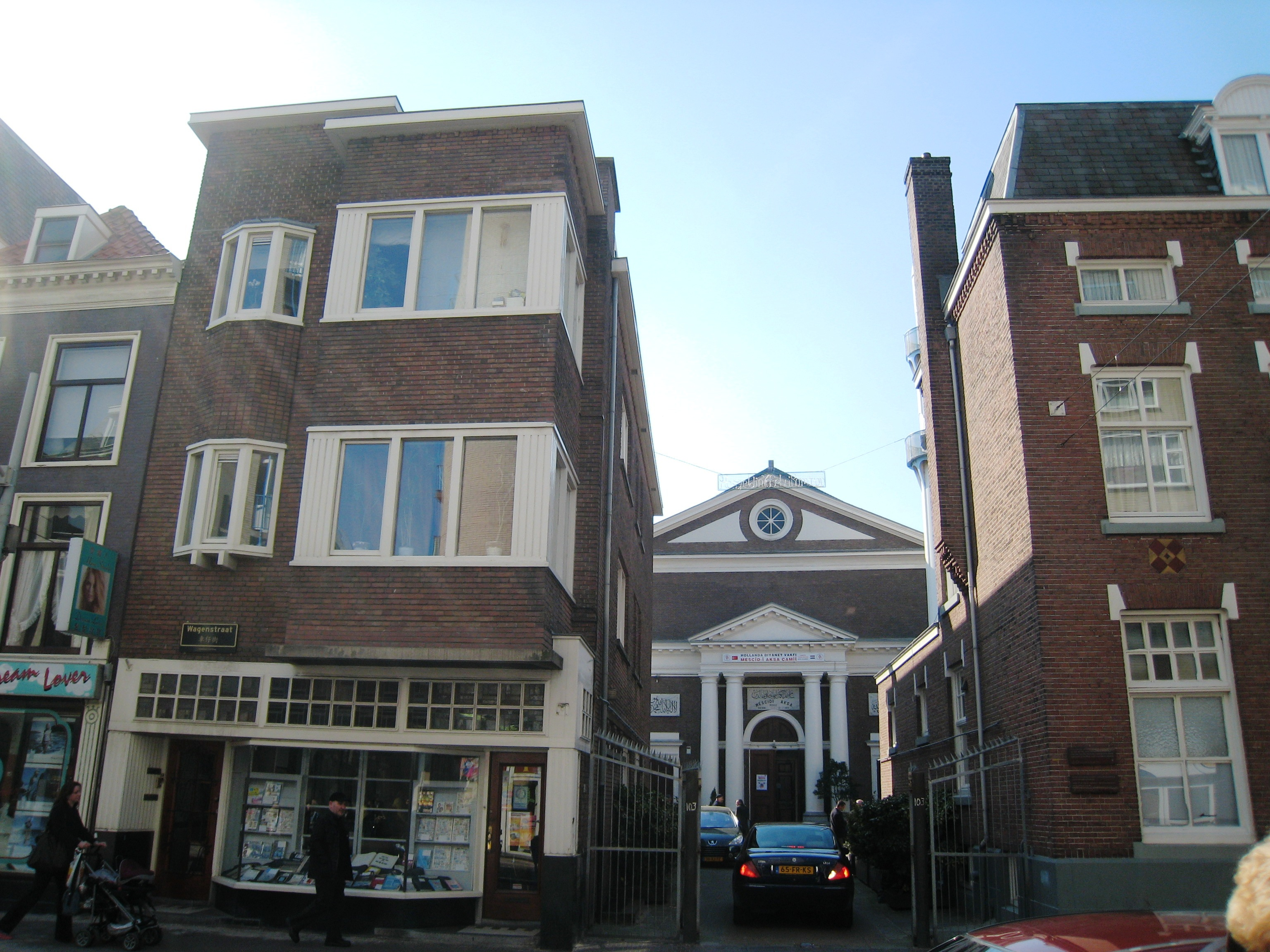
Blick zur Aksa-Moschee Den Haag

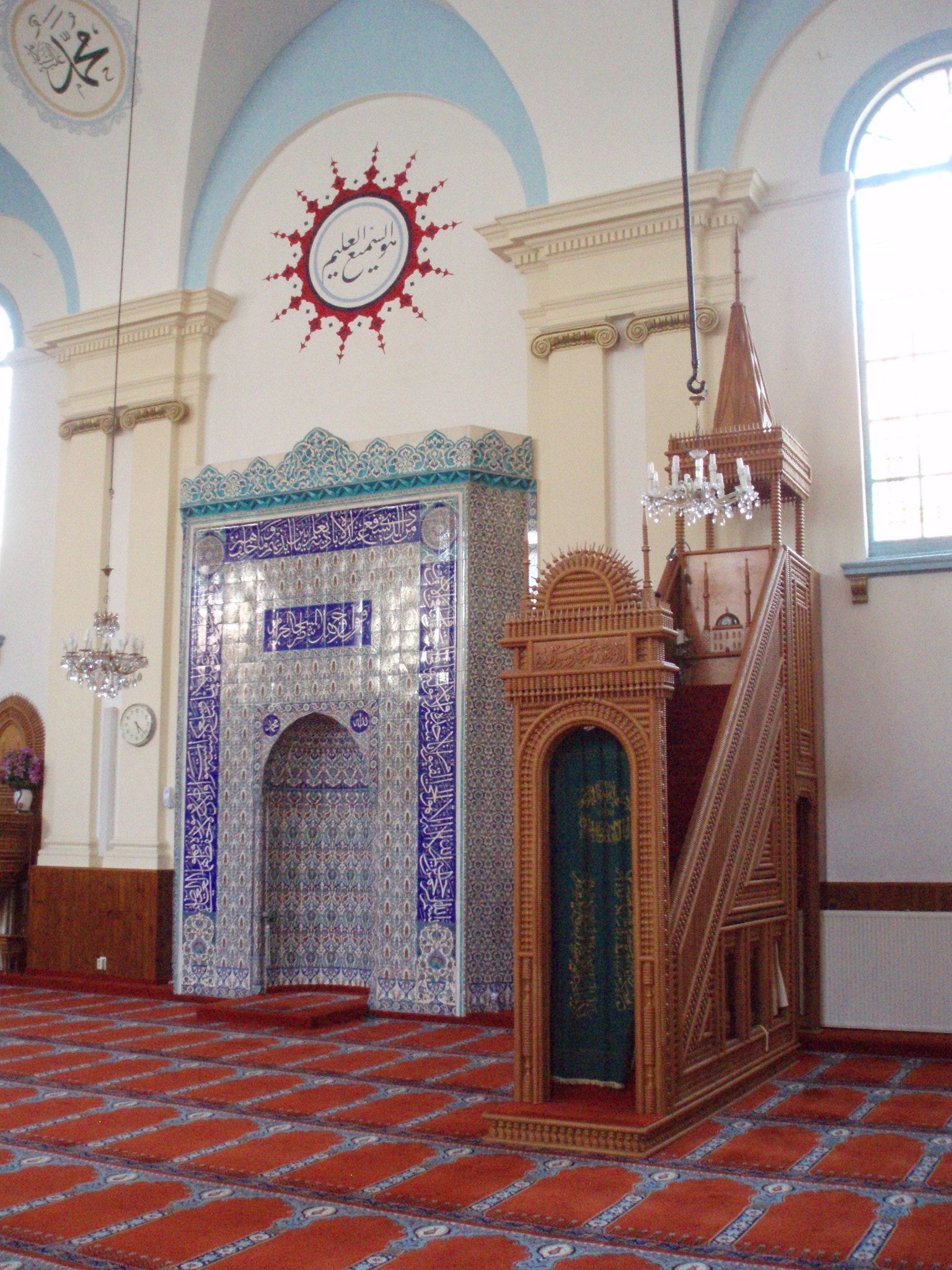
Mihrab und Minbar der Aksa-Moschee

Die Aksa-Moschee (niederländisch Mescidi Aksamoskee), benannt nach der Al-Aqsa-Moschee in Jerusalem, ist eine Moschee in der niederländischen Stadt Den Haag. Die Moschee bietet Platz für etwa 1500 Personen, einschließlich der Frauenempore. Das klassizistische Gebäude wurde im Jahr 1844 erbaut und diente bis 1975 als Synagoge.

## Geschichte
Der Bau des Gebäudes wurde im Jahre 1842 vom Vorstand der aschkenasischen jüdischen Gemeinde in Den Haag in Auftrag gegeben und vom Architekten Roodenburg konzipiert. 1844 wurde die Synagoge eingeweiht. Sie befand sich an der Wagenstraat 101, mitten im damaligen jüdischen Viertel. Nach der Deportation der niederländischen Juden 1942 und 1943 stand die Synagoge leer, wurde jedoch nach dem Zweiten Weltkrieg zusammen mit zwei weiteren Den Haager Synagogen restauriert. Da von den 17.000 Juden in Den Haag nach der Shoa nur 2.000 übrig blieben, war es nicht möglich, drei Synagogen in Betrieb zu halten. Die Synagoge an der Wagenstraat wurde 1975 geschlossen.
Zur selben Zeit wuchs die Anzahl Muslime in den Niederlanden. 1955 wurde als erste niederländische Moschee die Mobarak-Moschee in Den Haag eröffnet. Nachdem erste Gespräche in den 1970er Jahren zwischen Muslimen und Behörden ergebnislos geblieben waren, erfolgte 1978 eine Hausbesetzung des leerstehenden Gebäudes durch mehrere Dutzend muslimische Anwohner. Am 27. Juli 1979 fand hier das erste islamische Gebet statt. Nach dreijährigen Verhandlungen wurde das Gebäude verkauft und kam schließlich 1981 in den Besitz des 1978 gegründeten türkisch-islamischen Vereins (inzwischen „Islamitische Stichting Nederland“, die zur türkischen Diyanet gehört). 1987 wurden zwei blau-weiße, 26 Meter hohe Minarette errichtet.
Die Moschee ist heute ein Gebetshaus und Treffpunkt für die muslimische türkische Gemeinde in Den Haag. Sie befindet sich in Chinatown, dem chinesischen Viertel der Stadt.